# 清水秀人
清水 秀人（しみず ひでと、男性、1985年4月2日 - ）は、日本のプロボクサー。千葉県富津市出身。木更津グリーンベイボクシングジム所属。県立君津商業高校卒業。

## 来歴
2004年7月3日、プロデビュー戦にて山田直毅にTKO勝利。2戦目は判定で敗れたものの3戦目ではKO勝ちを収めた。4戦目は阿部展大に判定勝利。しかし約2か月後、杉崎由夜に1Rでプロ初のKO負けを喫した。
2005年11月13日、木更津・クラカタスポーツガーデンにて原之園隆太と復帰戦を行い、判定勝ちを収めた。
2006年8月16日、東日本新人王トーナメント準々決勝で対戦が予定されていた粟生竜太の棄権により準決勝に進出した。
2006年11月3日、東日本スーパーフェザー級新人王を獲得した。
2006年12月17日、全日本新人王決定戦にて金丸清隆を相手に判定引き分けとなったが優勢点で勝り、全日本スーパーフェザー級新人王を獲得。これにより2006年12月の日本ランキングでスーパーフェザー級10位にランクされた。しかし、その後2007年2月までランキングから外れた。
2007年4月17日、岩下幸右と対戦し、僅差の判定1-2で敗北した。
2007年10月1日、デビュー戦で対戦した山田直毅との再戦で2RTKO勝利を収めた。
2008年3月3日、初の8回戦を島田浩明と争い最終ラウンドにTKO勝利を収めた。
2008年8月16日、藤沢一成と戦い、5R負傷判定で1-0の引き分け。
2009年1月28日、OPBF東洋太平洋スーパーフェザー級9位・日本同級2位と戦い5RTKOで敗れ再びのランキング入りはならなかった。この試合後、急性硬膜下血腫の開頭手術と脾臓損傷の開腹手術を受けた。JBCルール第39条（「試合で意識不明となり入院したボクサーは引退勧告の理由となる」）が適用される可能性もある。

## 戦績
プロボクシング：15戦9勝（4KO）4敗（2KO）2分
| 戦           | 日付           | 勝敗 | 時間    | 内容        | 対戦相手     | 国籍                       | 備考                                                       |
| ------------ | -------------- | ---- | ------- | ----------- | ------------ | -------------------------- | ---------------------------------------------------------- |
| 1            | 2004年7月3日   | 勝利 | 4R 1:48 | TKO         | 山田直毅     | 日本 （T&T）               | プロデビュー戦                                             |
| 2            | 2004年10月7日  | 敗北 | 4R      | 判定0-3     | 服部祐二     | 日本（全日本パブリック）   |                                                            |
| 3            | 2004年12月9日  | 勝利 | 3R 0:20 | KO          | 志賀悠       | 日本 （新田）              |                                                            |
| 4            | 2005年5月25日  | 勝利 | 4R      | 判定3-0     | 阿部展大     | 日本 （角海老宝石）        |                                                            |
| 5            | 2005年7月13日  | 敗北 | 1R 1:44 | KO          | 杉崎由夜     | 日本 （角海老宝石）        |                                                            |
| 6            | 2005年11月13日 | 勝利 | 4R      | 判定3-0     | 原之園隆太   | 日本 （大橋）              |                                                            |
| 7            | 2006年7月5日   | 勝利 | 4R      | 判定3-0     | 畑中伸吾     | 日本 （横浜光）            | 東日本スーパーフェザー級新人王トーナメント予選             |
| 8            | 2006年9月29日  | 勝利 | 4R      | 判定3-0     | 鎧塚真也     | 日本 （協栄）              | 東日本スーパーフェザー級新人王トーナメント準決勝           |
| 9            | 2006年11月3日  | 勝利 | 6R      | 判定3-0     | 大村光矢     | 日本 （三迫）              | 東日本スーパーフェザー級新人王決勝戦                       |
| 10           | 2006年12月17日 | 引分 | 6R      | 判定1-1     | 金丸清隆     | 日本 （正拳）              | 全日本スーパーフェザー級新人王決定戦／優勢点による勝者扱い |
| 11           | 2007年4月7日   | 敗北 | 6R      | 判定1-2     | 岩下幸右     | 日本 （グリーンツダ）      |                                                            |
| 12           | 2007年10月1日  | 勝利 | 2R 2:39 | TKO         | 山田直毅     | 日本 （T&T）               |                                                            |
| 13           | 2008年3月3日   | 勝利 | 8R 0:23 | TKO         | 島田浩明     | 日本 （野口）              |                                                            |
| 14           | 2008年8月16日  | 引分 | 5R 2:06 | 負傷判定1-0 | 藤沢一成     | 日本 （レパード玉熊）      |                                                            |
| 15           | 2009年1月28日  | 敗北 | 5R 0:34 | TKO         | 阪東ヒーロー | 日本（フォーラムスポーツ） | 59.5kg契約                                                 |
| テンプレート |                |      |         |             |              |                            |                                                            |

## 獲得タイトル
- 第63回東日本スーパーフェザー級新人王
- 第53回全日本スーパーフェザー級新人王